# Helene Arnau
Helene Arnau (* 13. Juli 1870 in Leipzig; †  28. Juni 1958 in Wien) war eine österreichische Landschafts-, Porträt- und Kriegsmalerin.

## Leben
Helene Arnau war die Tochter von Karl Arnau. Sie entschied sich für den Künstlerberuf und studierte an der Wiener Akademie bei Julius von Payer sowie an der Akademie der bildenden Künste in München bei Hermann Groeber. Weitere Studien erfolgten an der Karlsruher Akademie unter Friedrich Fehr und in Paris bei Henri Caro-Delvaille. Studienreisen durch ganz Europa folgten. 1902 stellte sie in der Künstlervereinigung Hagenbund und 1913 in der Wiener Secession aus.
Neben Fritzi Ulreich und Stephanie Hollenstein war Helene Arnau eine der wenigen Kriegsmalerinnen im k.u.k. Kriegspressequartier, in welches sie 1917 aufgenommen wurde. An den Kommandanten des Kriegspressequartiers, Generalmajor Maximilian Ritter von Hoen schrieb sie am 6. Dezember 1917, dass sie es „als große Ehre und Auszeichnung empfindet, an die Front gehen zu dürfen.“ Unter anderem war sie an der Italienfront bei der 93. Infanterie-Division als Kriegsmalerin tätig.
Über ihren weiteren Lebenslauf ist nichts bekannt, zumal es kaum schriftliche Quellen gibt. Auch sind nur wenige Werke Arnaus erhalten, fünf Ölgemälde in den Sammlungen des Wiener Heeresgeschichtlichen Museums sind gesichert.

## Werke (Auszug)
- Kriegsgefangene Russen bei der Holzarbeit, 1917, Öl auf Karton, Heeresgeschichtliches Museum, Wien